# Caleb W. Dorsey
Caleb W. Dorsey (7 september 1833 – 21 april 1896) was een beroepsmilitair en diende in Missouri State Guard en de Confederate States Army tijdens de Amerikaanse Burgeroorlog. Na de oorlog zetelde hij tussen 1877 en 1878 in het California State Assembly.

## Vroege jaren
Dorsey werd geboren op 7 september 1833 in Baltimore County, Maryland. Over zijn jeugd is niets bekend. Voor de oorlog woonde hij in Pike County, Missouri en diende hij tussen 1855 en 1861 als sergeant in D Co., 2nd United States Cavalry.

## Amerikaanse Burgeroorlog
Toen de Amerikaanse Burgeroorlog uitbrak nam hij ontslag uit het U.S. Army en nam hij dienst als majoor in het 4th Missouri Cavalry Regiment van de Second Division van de Missouri State Guard. Hij kreeg de opdracht om soldaten te rekruteren en vormde hiermee een eigen regiment. Hij werd verkozen tot kolonel. In december 1861 werd dit regiment bijna vernietigd tijdens de Slag bij Mount Zion Church. Op 15 februari 1862 werd hij gevangen genomen en werd in de loop van het jaar opnieuw vrijgelaten.
In november 1862 had hij het bevel over een cavalerie-eenheid in Arkansas. Op 18 april 1863 nam zijn eenheid deel aan de Slag bij Fayetteville in Arkansas.  Deze eenheid werd in de loop van 1863 ontbonden. In 1864 werd Dorsey er opnieuw op uitgestuurd om nieuwe soldaten te rekruteren in voorbereiding van de raid van Sterling Price in Missouri. Hij was echter te laat om aan deze raid deel te nemen en nam zijn rekruten mee naar Arkansas.

## Latere jaren
Na de oorlog verhuisde Dorsey naar Californië. Hij kocht samen met zijn broers een grote ranch in Stanislaus County waar ze zich voornamelijk bezig hielden met het fokken van racepaarden. Hij had ook aandelen in verschillende mijnprojecten en nam actief deel aan de lokale politiek. Tussen 1869 en 1873 zetelde hij in de districtsraad van Stanislaus County. Hij werd verkozen in het California State Assembly en zetelde er voor één termijn tussen 1877 en 1878.
Op 21 april 1896 bezocht Dorsey één van zijn mijnen met zijn zakenpartner J. T. Newcomer. Er ontstond een woordenwisseling tussen bieden en Dorsey werd doodgeschoten. Newcomer werd veroordeeld voor moord, maar werd in beroep vrijgesproken. Dorsey bleef vrijgezel en het is onbekend of hij kinderen had.